# ソロモン・R・グッゲンハイム美術館
ソロモン・R・グッゲンハイム美術館（ソロモン・R・グッゲンハイムびじゅつかん、英: Solomon R. Guggenheim Museum、通称：グッゲンハイム、グッゲンハイム美術館）は、アメリカ合衆国ニューヨーク市マンハッタン区アッパー・イースト・サイドにある、近現代美術専門の美術館、ソロモン・R・グッゲンハイム財団が運営するグッゲンハイム美術館の一つ。世界遺産リスト登録物件である「フランク・ロイド・ライトの20世紀建築作品群」の構成資産となっている。

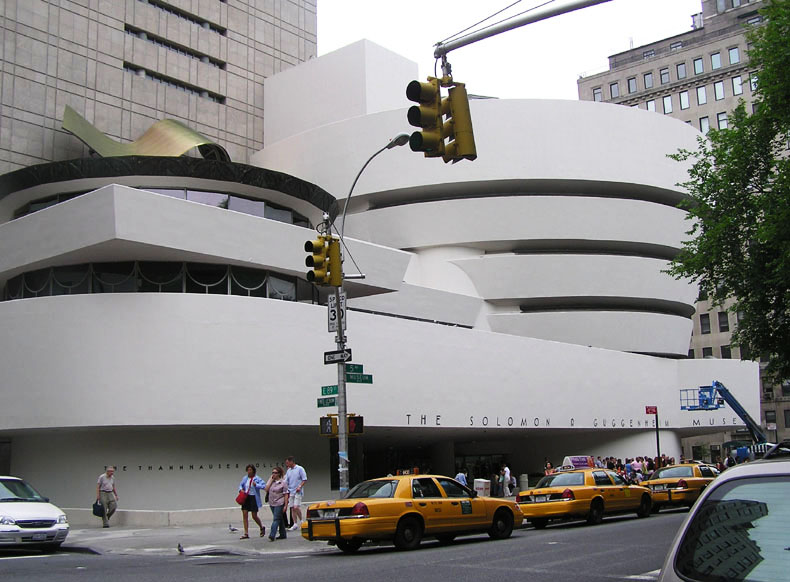
グッゲンハイム美術館

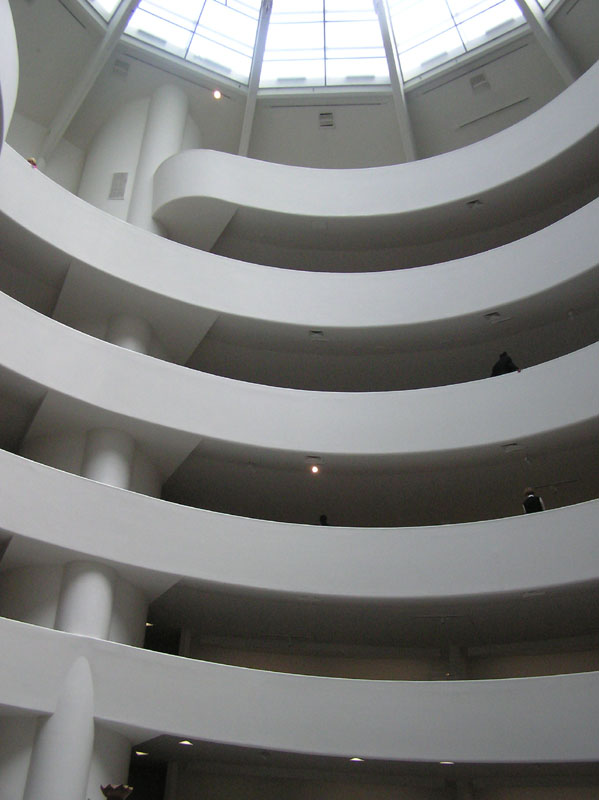
中央部の吹き抜け

## 概要
アメリカの鉱山王・ソロモン・R・グッゲンハイム（1861年 - 1949年）は、ビジネスの第一線から退いたあと、ドイツ貴族で画家のヒラ・ヴォン・リベイの協力のもと、現代アートのコレクションを始めた。それらを収蔵したこの美術館は1937年に財団として設立され、2年後の1939年、ニューヨークのマンハッタン東54丁目24番地に開館した。5番街の現在地へ移ったのは、1949年のことである。以後、ニューヨーク近代美術館とともに現代美術の発展普及に大きな役割を果たしてきた。
現在の美術館は1943年にフランク・ロイド・ライトに建築設計が委託され、ライトは翌年には建築設計案を作成したが、工事に取り掛かるまでには紆余曲折があり、創立者のグッゲンハイムは没年の1949年になってようやくライトの設計案を承認した。それから建物の竣工までにはさらに10年間の歳月を要した。完工したのは1959年、ライトの死後半年後のことであった。（ここまで時間がかかった原因の一つに、この前例のない特徴的な建築物に対し、ニューヨーク市当局が建築基準法に触れる為に許可を出すのを渋った事情からともいわれている。）
「かたつむりの殻」とよく形容される螺旋状の構造をもったこの建築物は、中央部が巨大な吹き抜けになっている。見学者は、まずエレベーターで建物の最上部に上がり、螺旋状の通路の壁面に掛けられた作品を見ながら順路を進むうちに自然に階下へ降りるようになっている。美術館施設の概念を根本から覆した作品として、ライトの代表作に数えられている一方で、建築自体の自己主張が大きすぎ、床が傾斜しているため鑑賞者が落ち着かず、美術品の鑑賞をさまたげるという批判もある。

## 主な収蔵品
- カンディンスキー『即興28』（1912年）
- モンドリアン『しょうが壺のある静物I・II』（1911 - 1912年）
- マティス『肘をつく女』（1943年）
- ピカソ『黄色の髪の女』（1931年）
- ジョルジョ・デ・キリコ『赤い塔』（1913年）
- シャガール『誕生日』（1923年）
- アルベール・グレーズ Composition pour Jazz（1915年）
- ジャン・メッツァンジェ Femme à l'Éventail (Woman with a Fan)（1912年）
- フェルナン・レジェ Nude Model in the Studio (Le modèle nu dans l'atelier)（1912 – 1913年）
- アレクサンダー・アーキペンコ Pierrot-carrousel（1913年）

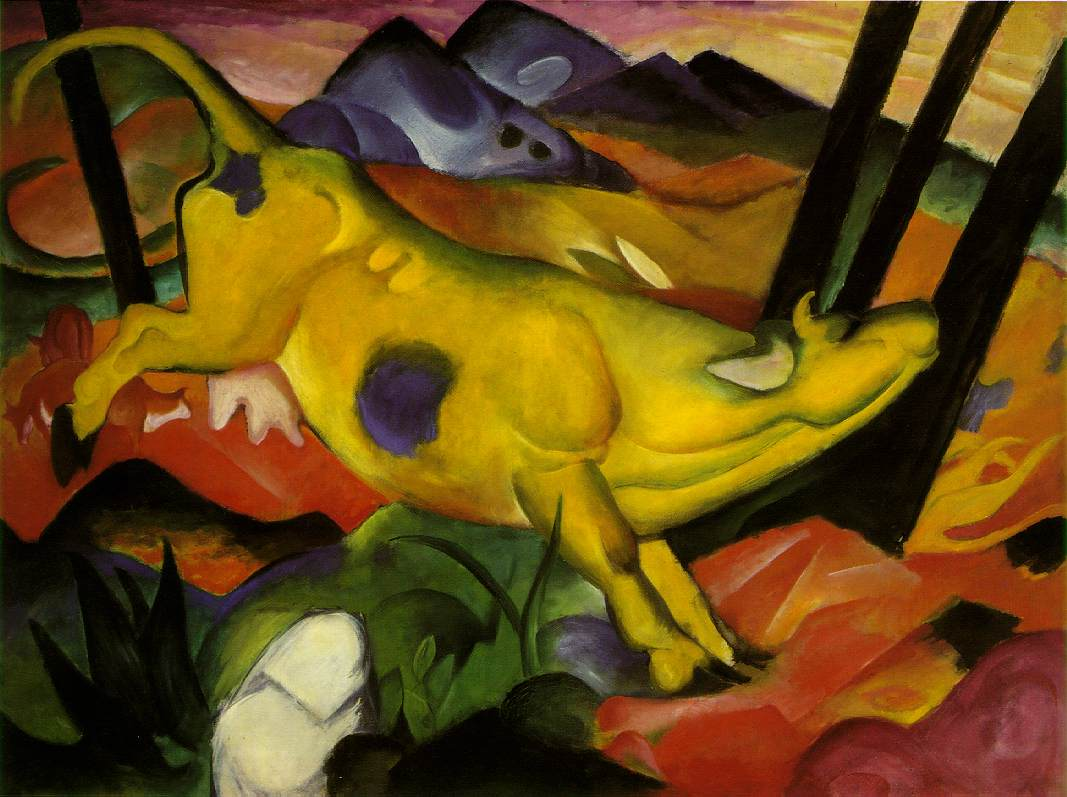
マルク『黄色い牛』（1911年）
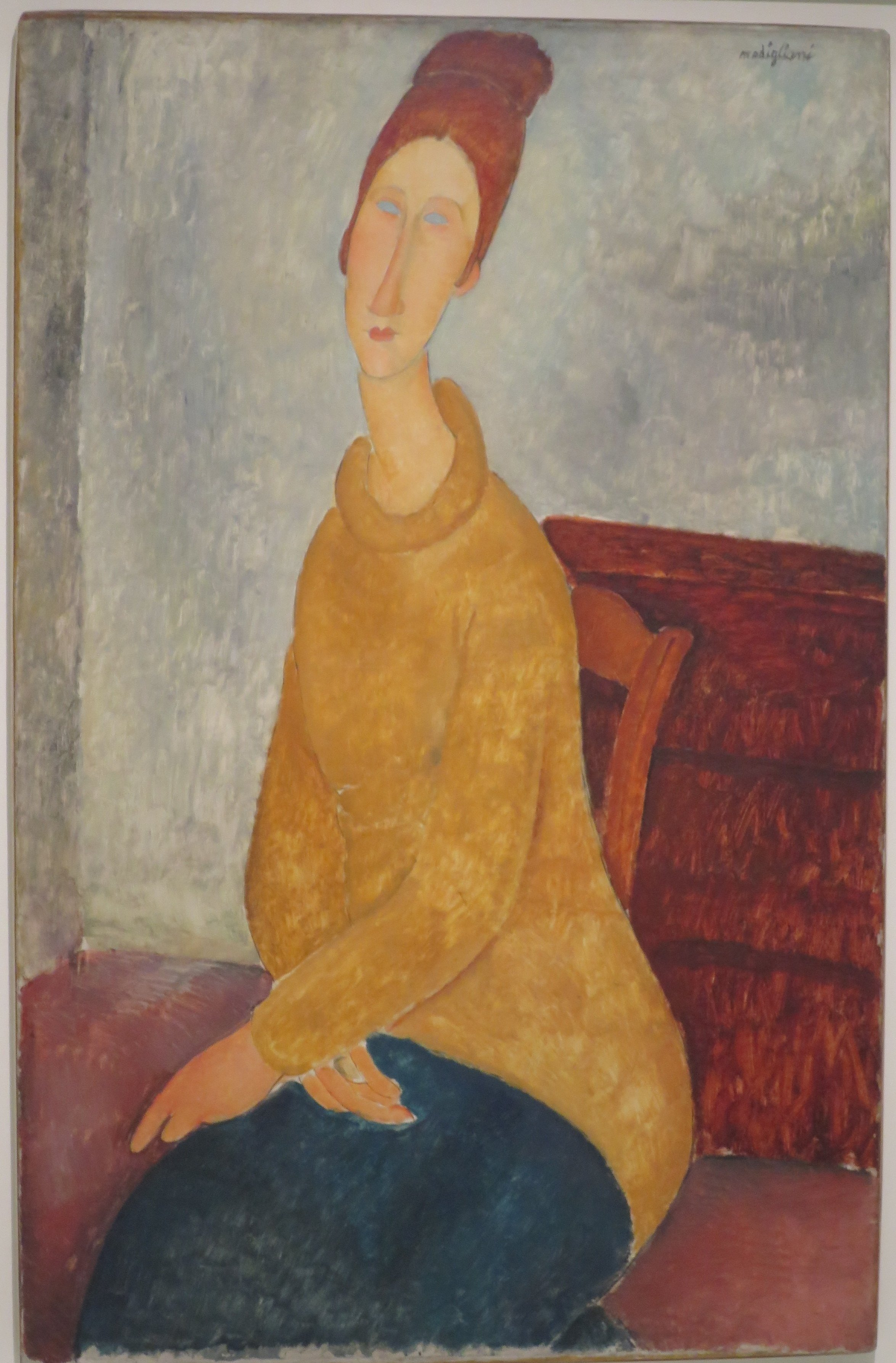
モディリアーニ『黄色いセーターのジャンヌ・エビュテルヌ』（1918 - 1919年）
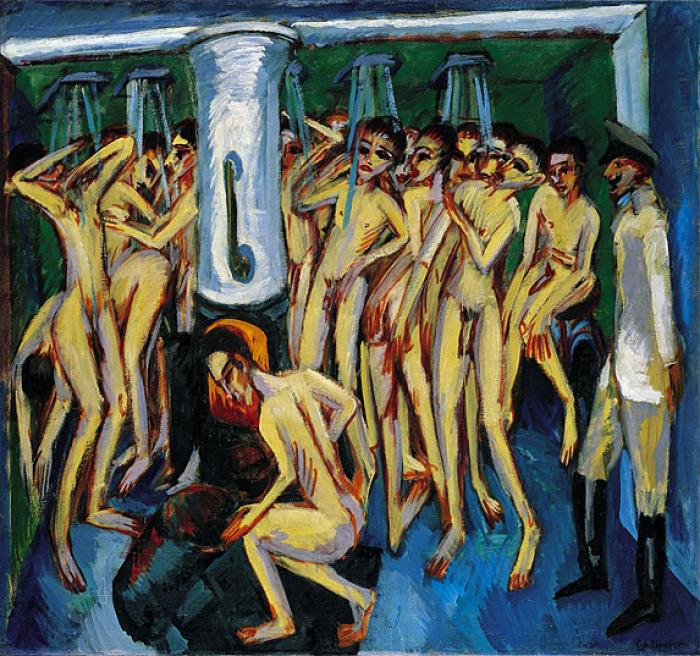
エルンスト・ルートヴィヒ・キルヒナー, The soldier bath or Artillerymen,（1915年）, 140.3 × 151.8 cm
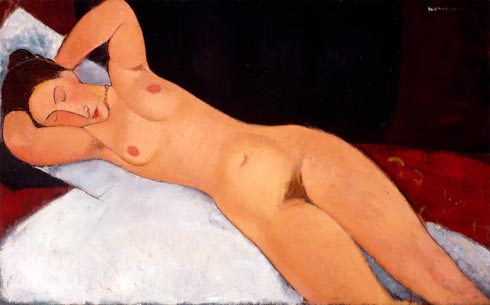
モディリアーニ, Nude (Nu),（1917年）, 73 × 116.7 cm
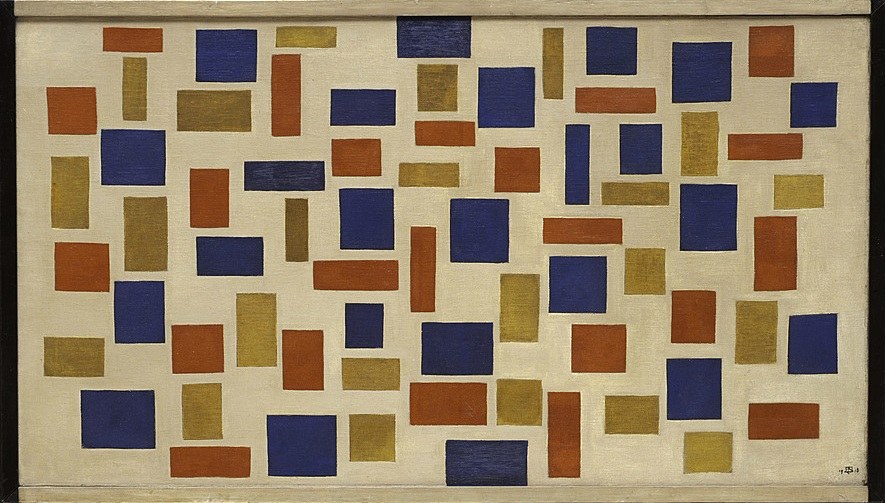
テオ・ファン・ドゥースブルフ, Composition XI,（1918年）, 57 x 101 cm
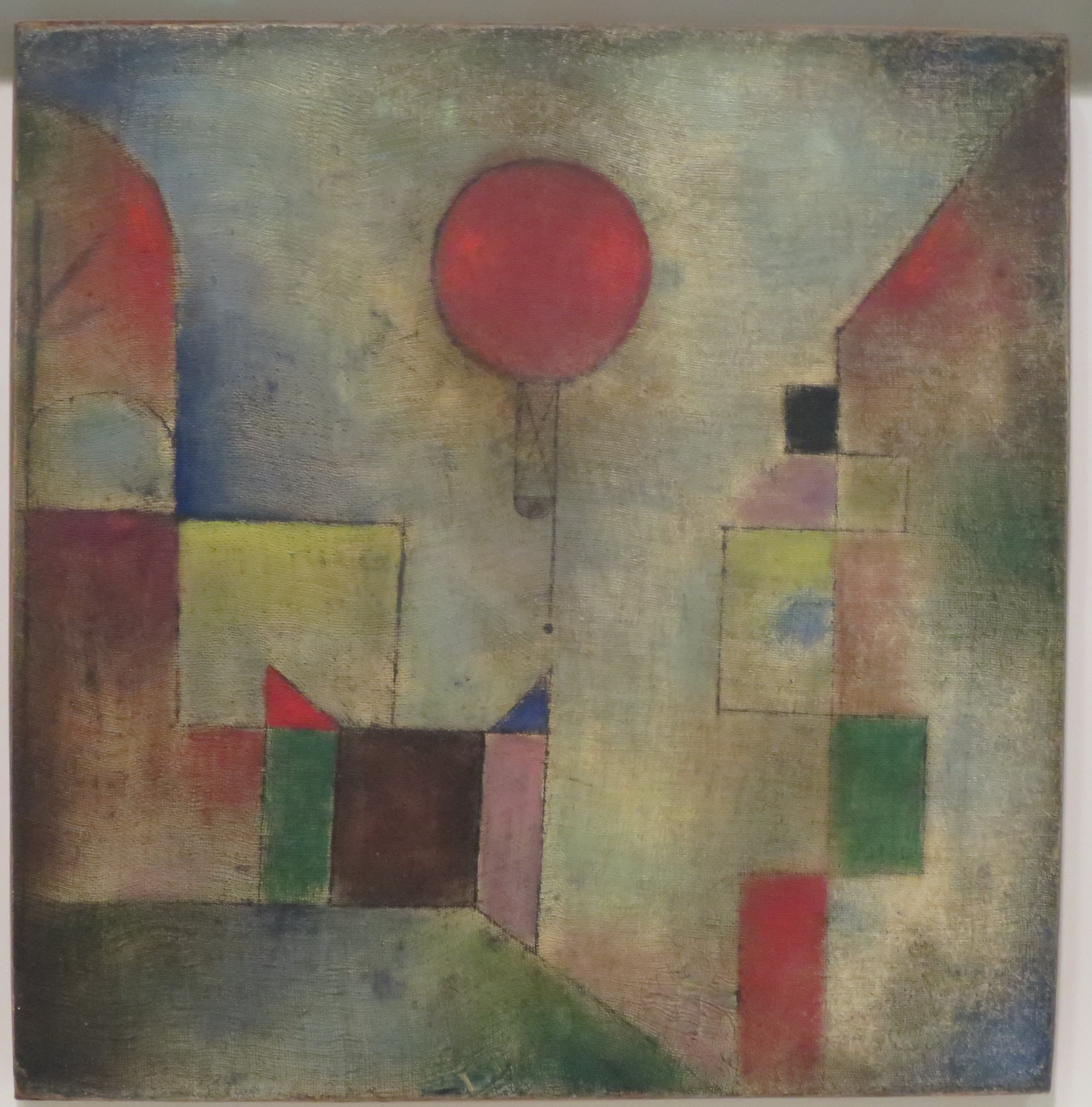
パウル・クレー, Red Balloon (Roter Ballon)（1922年）, 31.7 × 31.1 cm

## ポピュラー・カルチャーの中で
グッゲンハイム美術館は映画『シー・デビル』『メン・イン・ブラック』『ザ・バンク 堕ちた巨像』（この作品では銃撃戦が美術館内で行われたため、ほぼ原寸大のレプリカが作成された）『みんな私に恋をする』、ドラマ『アグリー・ベティ』などに登場する。

## 参照
1. 1 2  “The Art Newspaper Ranking VISITOR FIGURES 2016” (PDF).   The Art Newspaper. 2016年10月18日閲覧。
2. ↑  National Park Service (13 March 2009). "National Register Information System". National Register of Historic Places. National Park Service. {{cite web}}: Cite webテンプレートでは|access-date=引数が必須です。 (説明)
3. ↑  『建築がすごい世界の美術館』パイインターナショナル、2015年、121頁。ISBN 978-4-7562-4592-2。
4. ↑  Susan Shineberg「Wall-to-wall culture」『The Age』2007年11月10日。2025年5月7日閲覧。